# George Thomas Staunton

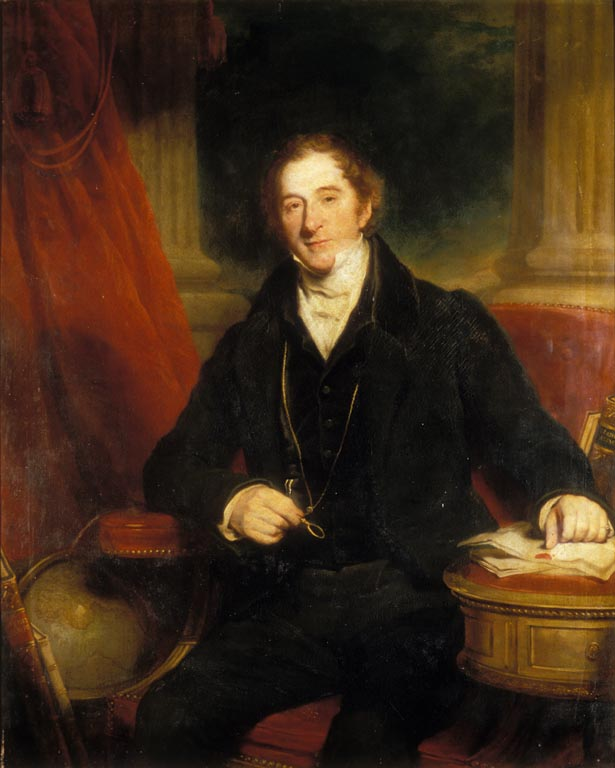
Portret George'a Stauntona pędzla Martina Archera Shee

George Thomas Staunton (ur. 26 maja 1781, zm. 10 sierpnia 1859) – angielski polityk, pisarz i orientalista.
Był synem George'a Leonarda Stauntona. Jako chłopiec towarzyszył ojcu w latach 1792–1794 w poselstwie do Chin, w trakcie którego nauczył się języka chińskiego. W 1798 roku powrócił do Chin, gdzie pracował jako urzędnik Brytyjskiej Kompanii Wschodnioindyjskiej w Kantonie. Przetłumaczył na język angielski kodeks karny cesarstwa chińskiego, wydany w Londynie w 1810 roku. Po śmierci ojca w 1801 roku odziedziczył tytuł baroneta Cargins w hrabstwie Galway.
W 1817 roku powrócił do Anglii. Jako deputowany z ramienia partii Wigów zasiadał w latach 1818–1826, 1830–1835 i 1838–1852 w Izbie Gmin. Opublikował kilka prac poświęconych Chinom, m.in. Narrative of Chinese Embassy to the Khan of Torgouth Tartars 1712-15 (1821) i Miscellaneous Notices Relating to China (1822).